# العلاقات البحرينية اليابانية
العلاقات البحرينية اليابانية هي العلاقات الثنائية التي تجمع بين البحرين واليابان.

## مقارنة بين البلدين
هذه مقارنة عامة ومرجعية للدولتين:
| وجه المقارنة                                              | البحرين       | اليابان         |
| --------------------------------------------------------- | ------------- | --------------- |
| المساحة (كم2)                                             | 765           | 377.97 ألف      |
| عدد السكان (نسمة)                                         | 1.49 مليون    | 126.79 مليون    |
| الكثافة السكانية (ن./كم²)                                 | 194.77 ألف    | 335.45          |
| العاصمة                                                   | المنامة       | طوكيو           |
| اللغة الرسمية                                             | اللغة العربية | اللغة اليابانية |
| العملة                                                    | دينار بحريني  | ين ياباني       |
| الناتج المحلي الإجمالي (بليون دولار)                      | 35.31 مليار   | 4.87 تريليون    |
| الناتج المحلي الإجمالي (تعادل القوة الشرائية) بليون دولار | 64.16 مليار   | 5.18 تريليون    |
| الناتج المحلي الإجمالي الاسمي للفرد دولار أمريكي          | 22.60 ألف     | 34.52 ألف       |
| الناتج المحلي الإجمالي للفرد دولار أمريكي                 | 45.50 ألف     | 36.62 ألف       |
| مؤشر التنمية البشرية                                      | 0.824         | 0.903           |
| رمز المكالمات الدولي                                      | +973          | +81             |
| رمز الإنترنت                                              | .bh           | .jp             |
| المنطقة الزمنية                                           | ت ع م+03:00   | توقيت اليابان   |

## منظمات دولية مشتركة
يشترك البلدان في عضوية مجموعة من المنظمات الدولية، منها:
| علم المنظمة | اسم المنظمة                               | تاريخ انضمام البحرين | تاريخ انضمام اليابان |
| ----------- | ----------------------------------------- | -------------------- | -------------------- |
|             | يونسكو                                    | 18 يناير 1972        | 2 يوليو 1951         |
|             | الفريق المعني برصد الأرض                  | ?                    | ?                    |
|             | مؤسسة التمويل الدولية                     | 22 سبتمبر 1995       | 20 يوليو 1956        |
|             | المركز الدولي لتسوية المنازعات الاستشارية | 15 مارس 1996         | 16 سبتمبر 1967       |
|             | منظمة حظر الأسلحة الكيميائية              | ?                    | ?                    |
|             | منظمة التجارة العالمية                    | ?                    | ?                    |
|             | وكالة ضمان الاستثمار متعدد الأطراف        | 12 أبريل 1988        | 12 أبريل 1988        |
|             | الاتحاد البريدي العالمي                   | ?                    | ?                    |
|             | منظمة الشرطة الجنائية الدولية             | ?                    | ?                    |
|             | الأمم المتحدة                             | 21 سبتمبر 1971       | 18 ديسمبر 1956       |
|             | الاتحاد الدولي للاتصالات                  | 1975                 | 29 يناير 1879        |
|             | البنك الدولي للإنشاء والتعمير             | 15 سبتمبر 1972       | 13 أغسطس 1952        |
|             | المنظمة الهيدروغرافية الدولية             | ?                    | ?                    |

## أعلام
هذه قائمة لبعض الشخصيات التي تربطها علاقات بالبلدين:
- كيوشي أساكو
- خليل بن إبراهيم حسن

## وصلات خارجية
- موقع وزارة الخارجية البحرينية
- موقع وزارة الخارجية اليابانية